# أبينسك
أبينسك (بالروسية: Абинск) هي إحدى مدن روسيا في الكيان الفدرالي الروسي كراسنودار كراي.